# Gewoon eekhoorntjesbrood
Het gewoon eekhoorntjesbrood (Boletus edulis) is een algemeen voorkomende eetbare paddenstoel die behoort tot de familie Boletaceae. Meestal wordt met de Nederlandse naam de ondersoort Boletus edulis subsp. edulis bedoeld.

## Kenmerken

### Uiterlijke kernmerken
Hoed
De hoed bereikt een diameter van 6 tot 25, soms 30 centimeter. Uitzonderingen kunnen echter aanzienlijk hoger zijn. Hij is dik van vlees, halfbolvormig als hij jong is, later kussenvormig, convex tot afgeplat. De hoed heeft een witachtige kleur als hij jong is, en een hazelnoot- of kastanjebruine kleur als de vruchtlichamen ouder zijn, met altijd een geelachtige of witte rand; zelden is de bovenkant roodbruin of donkerbruin gekleurd. Zeer jonge exemplaren die in het donker zijn gegroeid, zijn licht van kleur. Bij gebrek aan licht kan de hoed wit blijven. Hij is 
in vochtige toestand wat plakkerig. Zelfs als het jong is, is het oppervlak glad en niet viltig, maar soms heeft het een beetje glazuur en is het een beetje slijmerig als het nat is en naarmate het ouder wordt.
Buisjes
Aan de onderzijde is een sponzig aandoend stelsel van fijne buisjes zichtbaar dat eerst wit en later geel is. 
Steel
De robuuste steel is tussen de 5 en 15, bij sommige exemplaren wel 20 centimeter lang en bereikt een diameter van twee tot acht of zelfs tien centimeter aan de basis en twee tot maximaal vier centimeter aan de bovenkant. Als er een hoge strooisellaag van bladeren of hoge mosgroei is, kunnen de stelen lang en dun worden zodat de verspreiding van sporen niet wordt belemmerd. Er is ook waargenomen dat ze de neiging hebben kort en breed te zijn op stevige grond, terwijl ze smaller worden op zachte grond. Het oppervlak is wit tot bruinachtig en bedekt met een fijn, iets verhoogd netwerk. Dit patroon strekt zich meestal alleen uit tot ongeveer het midden van de steel en vervaagt met de leeftijd; het blijft echter meestal aan het uiteinde van de steel. Deze ontwikkeling is te danken aan de groei van de steel. Aanvankelijk heeft het netwerk dezelfde structurele afmetingen als de hymenofoorbuizen. Naarmate de steel in lengte en dikte groeit, worden de mazen van het net breder, vooral in het onderste deel van de steel. Omdat de punt van de steel minder groeit, blijven de steken daar fijner en ronder.
Geur en smaak
Het vruchtvlees is wit en stevig bij jonge exemplaren, vaak wat bruinig en sponzig onder de hoed als het ouder is. Het heeft een milde nootachtige smaak en geen specifieke geur. Wanneer gebroken of gesneden, wordt het niet of zelden blauwachtig of groenachtig. De fijne buisjes (0,2-0,7 millimeter in diameter) zijn tien tot veertig millimeter lang en zijn, net als de poriën, aanvankelijk wit van kleur; ze kunnen uitsteken voorbij de rand van de hoed, vooral op oudere leeftijd. Naarmate de sporen volwassen worden, krijgen ze een crème tot groengele tint. De buisjes puilen uit op de steel, kunnen gemakkelijk van de hoed worden losgemaakt en kneuzen niet of zelden heel licht wanneer er druk op wordt uitgeoefend.

### Microscopische kenmerken
De sporen zijn 12,5–17(19) × 4,5–5,5 μm groot en hebben een spil-elliptische vorm en een glad oppervlak. Ze zijn licht groenachtig geel getint en hebben druppels. Hun sporencoëfficiënt (verhouding van sporenlengte tot -breedte) ligt tussen 2,7 en 3,5; het gemiddelde volume is 172 kubieke μm. Ze kleuren lichtbruin in kaliumhydroxide (KOH) en oker met groen-grijze schakeringen in Melzers reagens, maar worden later oker tot zwak dextrinoïde (wijnrode kleuring). Het sporenpoeder heeft een donkere olijfbruine kleur. De basidia zijn knotsvormig en meten 30-47 × 8-10 μm. Ze hebben vier of meer zelden twee sterigmen zonder basale gespen. In KOH lijken ze hyaline.
De vruchtlichamen hebben cheilocystidia en pleurocystidia ter grootte van 35-70 × 5,5-10 μm. Ze zijn spilvormig, slank of flesvormig, zelden meer knuppelvormig; hun oppervlak is glad en dunwandig. Ze lijken hyaliene in KOH en lichtgeel in Melzers reagens. Daarnaast zijn er in het steelnetwerk zeer variabele caulocystidia te vinden, die spoelvormig tot bijna cilindrisch zijn.
De hoedlaag bestaat uit bruin gepigmenteerde, onregelmatig geweven hyfen, waarvan sommige 3-6 micrometer brede hyfenuiteinden hebben die uitsteken en snel bezinken. In KOH lijkt het hyaliene, geleiachtig, vanwege het ontbreken van pigmenten. De onderstaande hyfen zijn vlokkig en 8 tot 15 micrometer breed. In KOH zijn hun wanden oker gekleurd; in Melzers reagens zijn ze inamyloïde (kleuren niet paars of zwart). De septen van de hyfen hebben geen gespen. De hymenofoor is van voorbijgaande aard amyloïde.

## Vergelijkbare soorten
Het gewoon eekhoorntjesbrood wordt soms met de oneetbare maar niet giftige bittere boleet (Tylopilus felleus) verward.

## Verspreiding
De soort komt met een aantal nauwe verwanten overal in Europa en Noord-Amerika langs lanen en in loof- en dennenbossen voor. In de Lage Landen is de groeitijd van juli tot en met november. Er bestaat een symbiotische relatie door middel van mycorrhiza met de zomereik en Amerikaanse eik. Ook in aanplant van dennen in andere werelddelen, bijvoorbeeld in Hogsback in Zuid-Afrika, wordt hij gevonden.

## Culinaire waarde
Het is een uitgesproken consumptiepaddenstoel die, ook in gedroogde vorm, onder andere in fondue verwerkt wordt. In de Alpen zijn deze boleten in gedroogde vorm veelgevraagd en duur. In de Italiaanse keuken heten ze porcini, ook in Nederlandstalige recepten wordt die naam veel gebruikt.

## Galerij

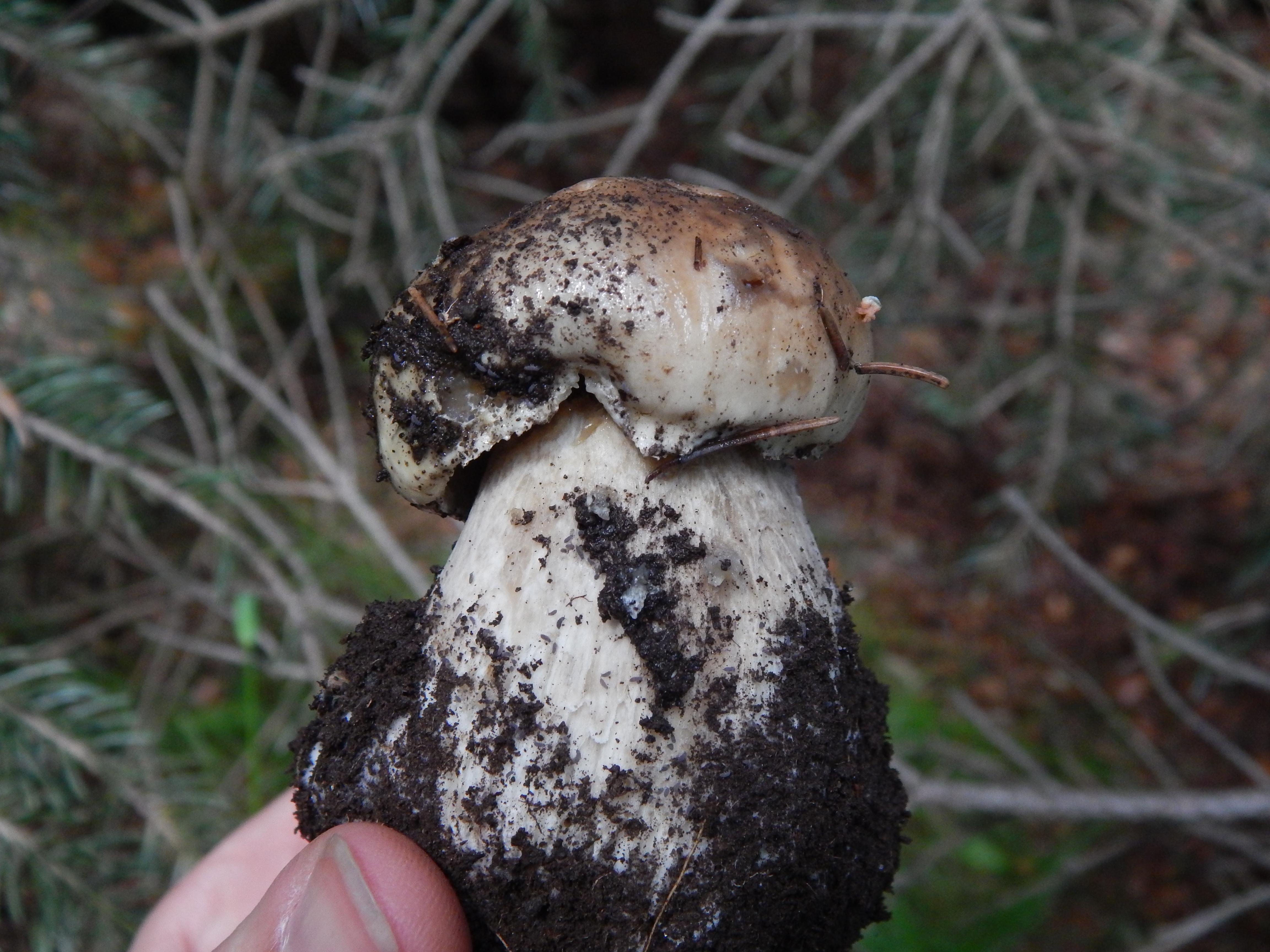
Zijaanzicht
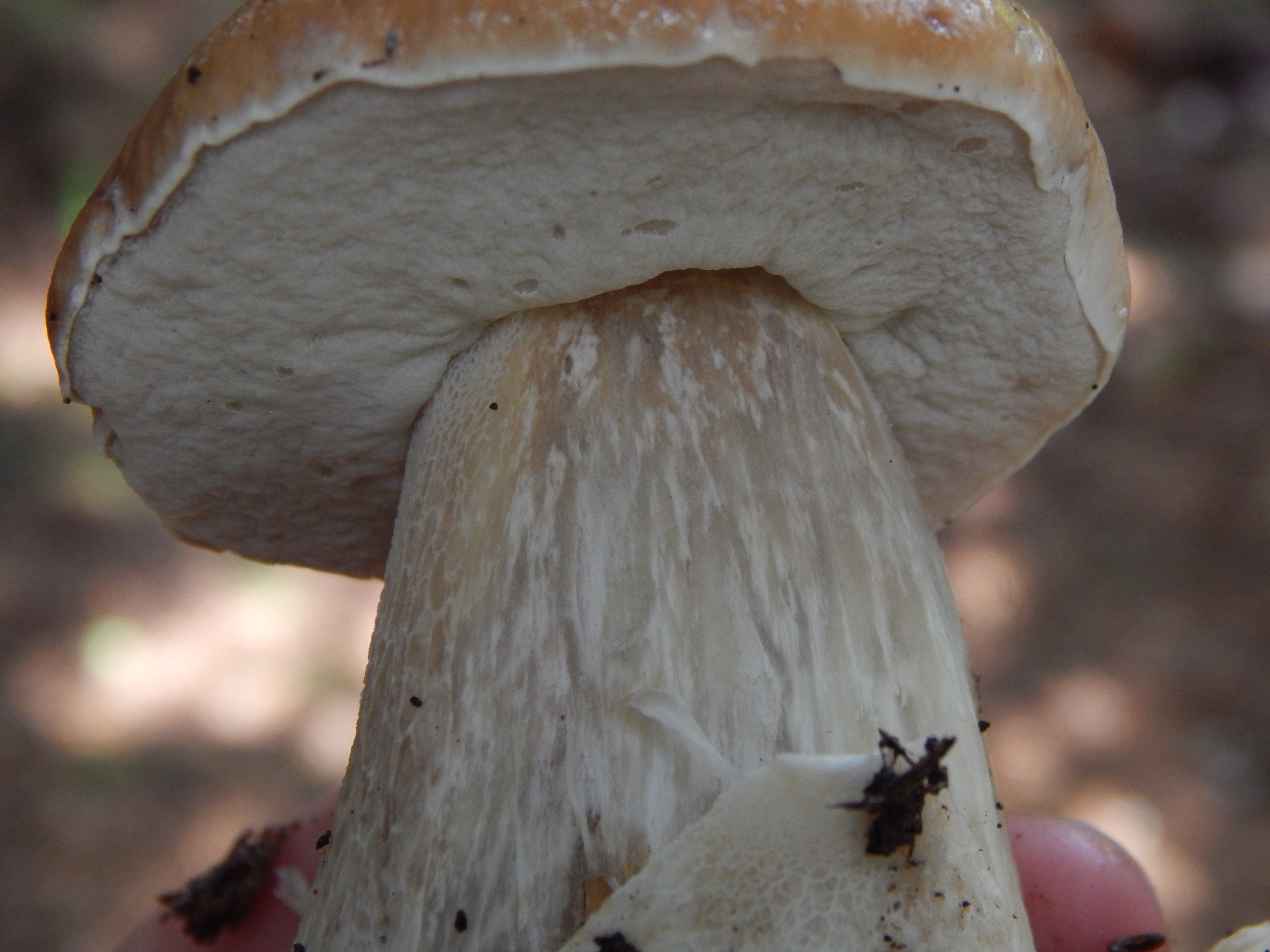
Steel
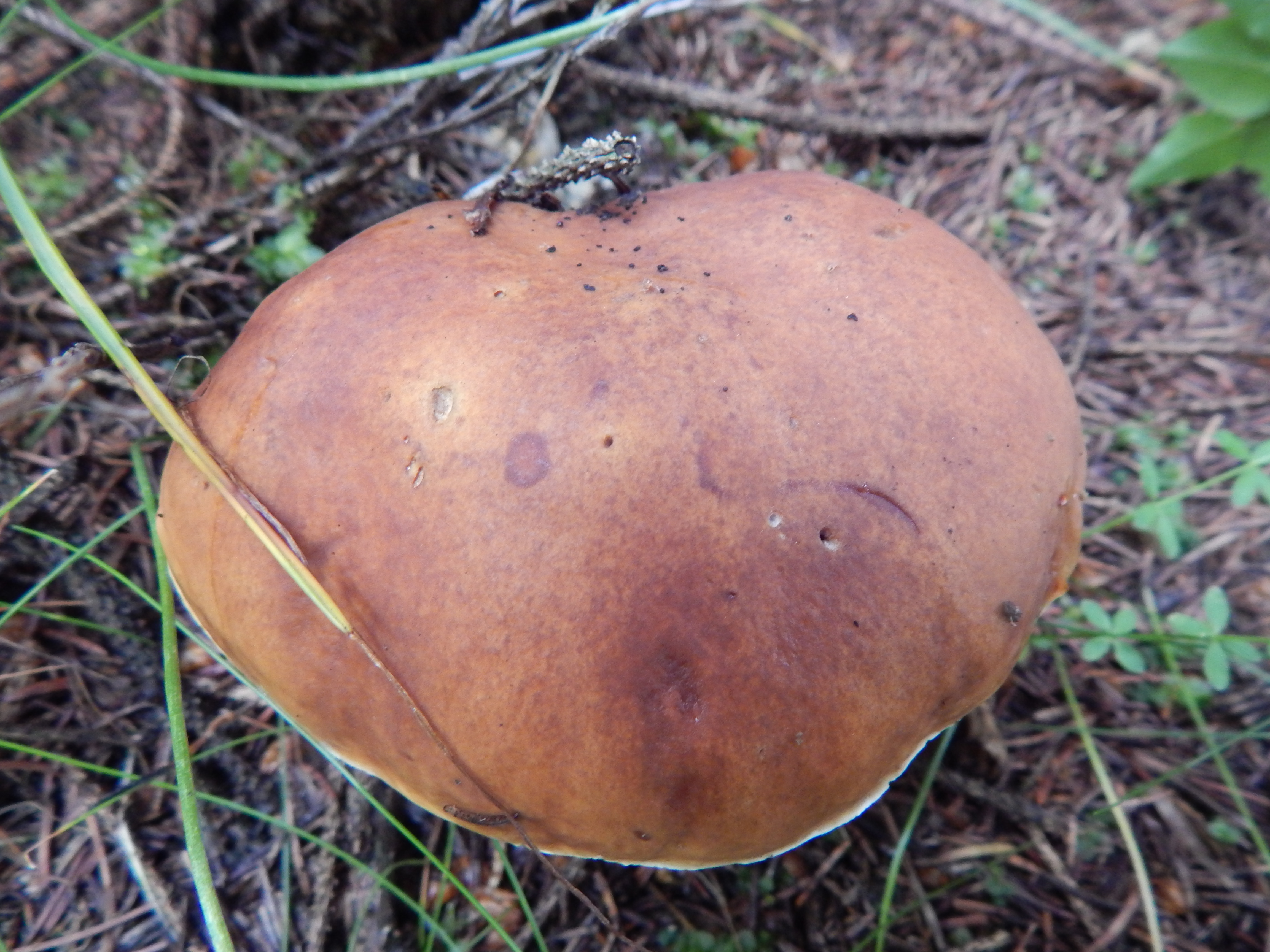
Hoedoppervlak
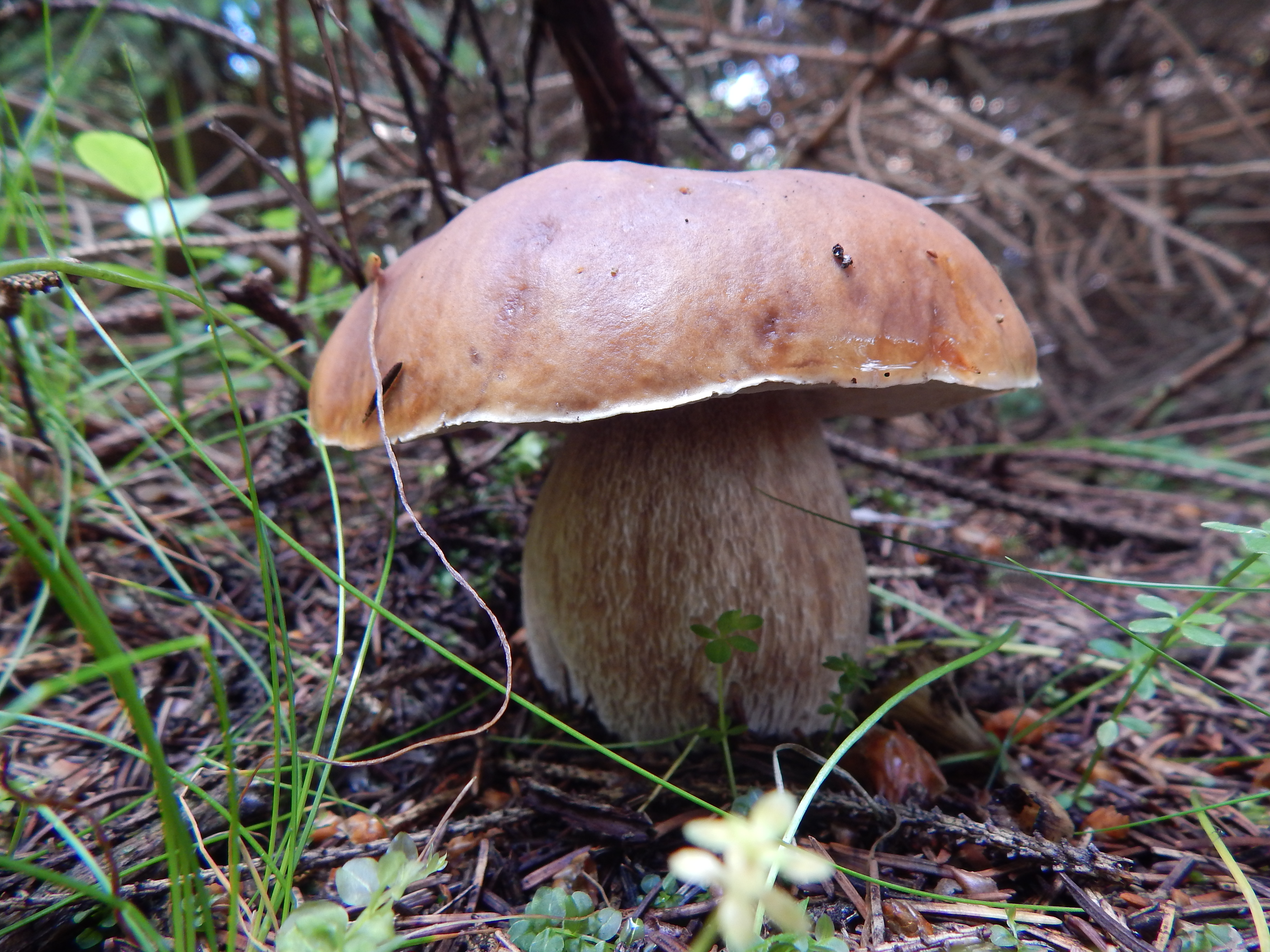
Zijaanziicht
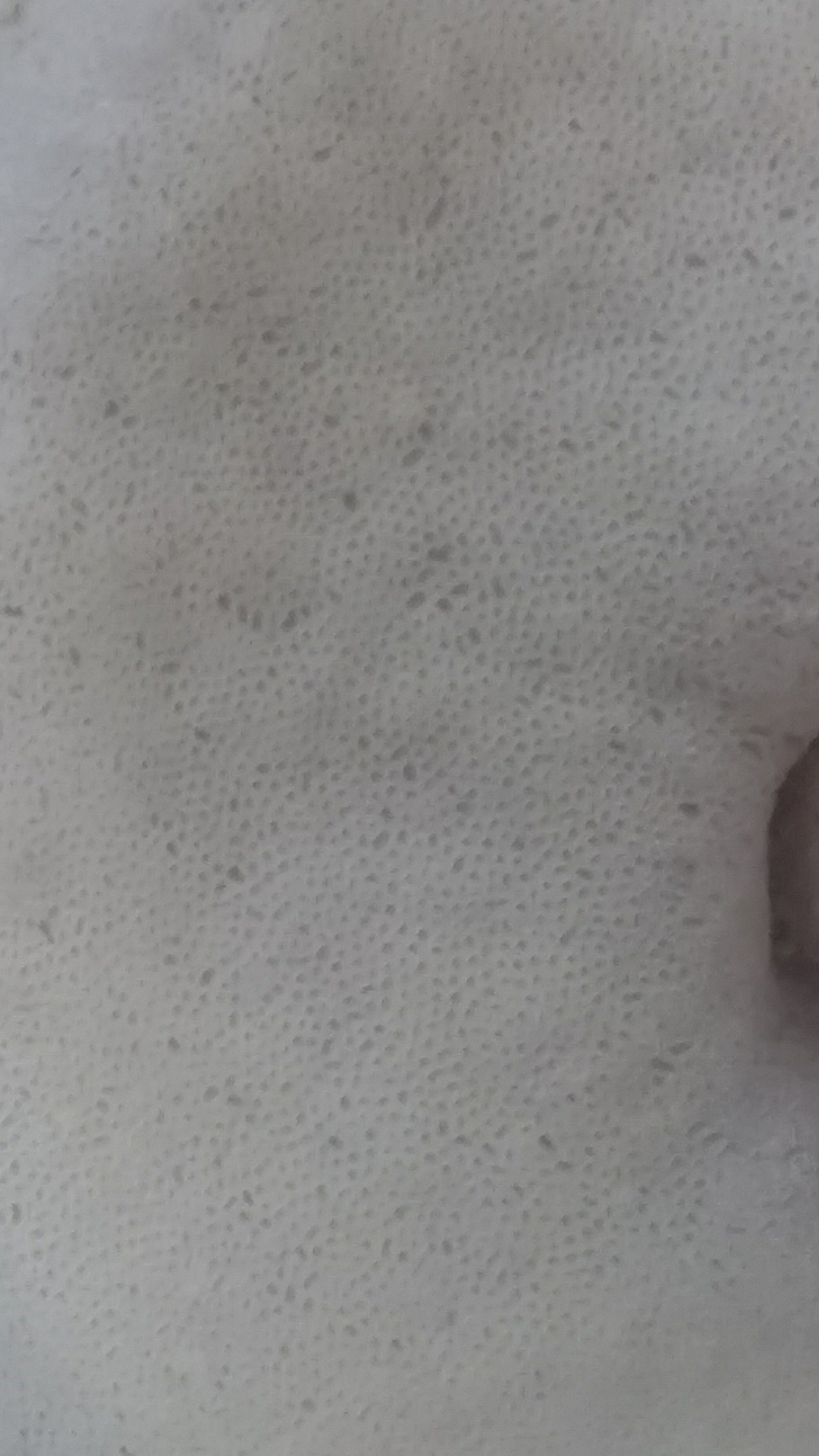
Poriën
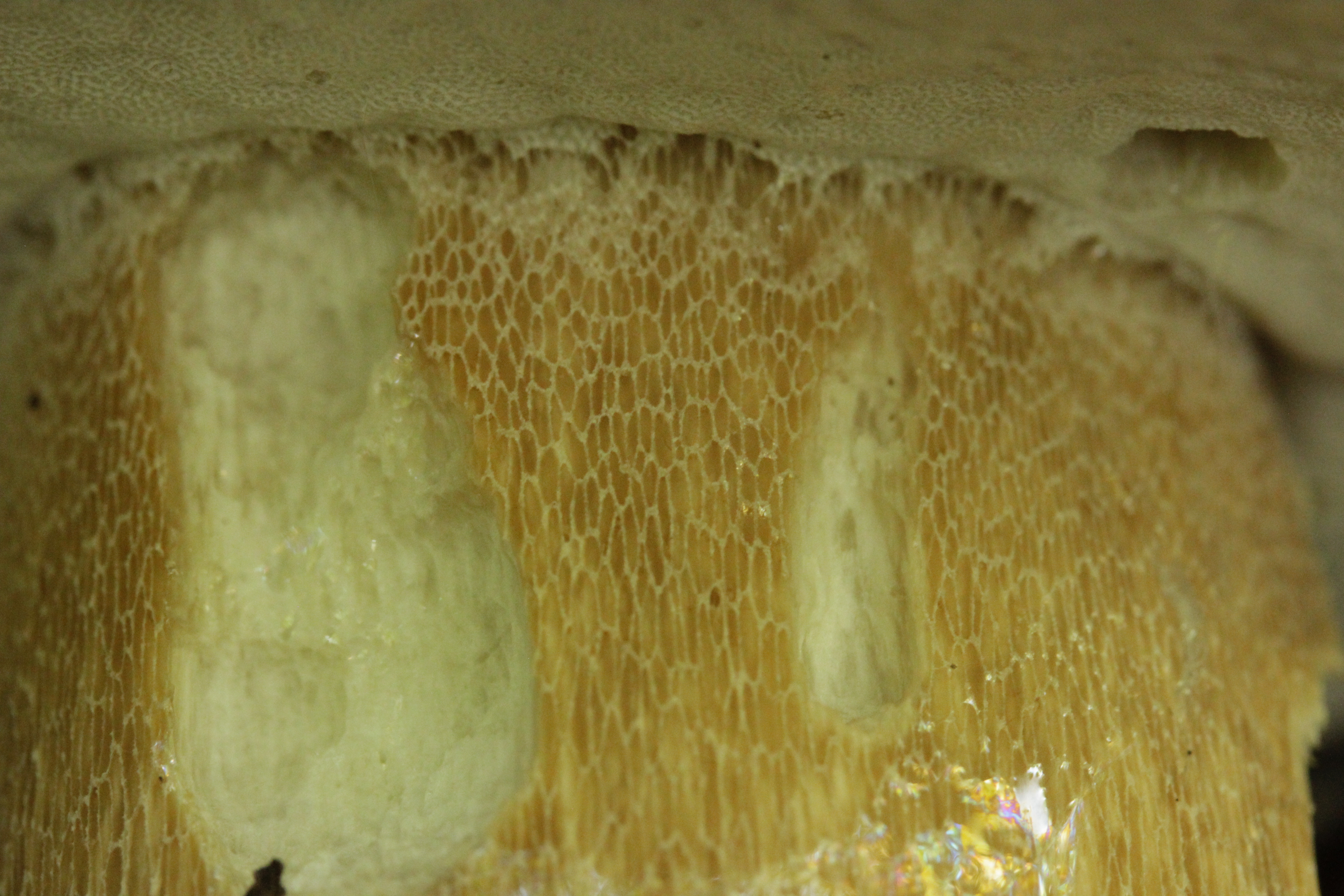
Netwerk op steel
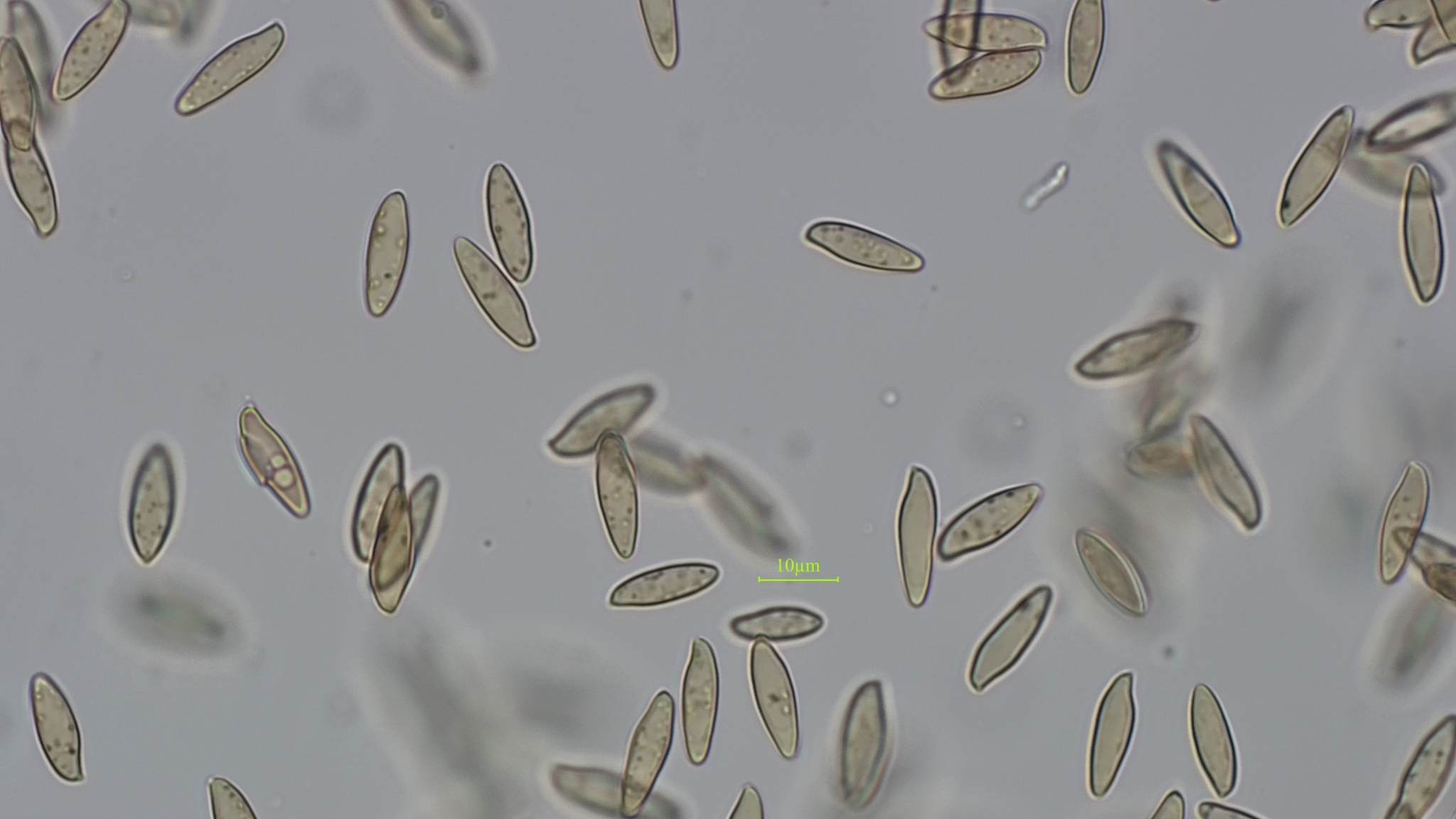
Sporen